# 神戸平兵衛
神戸 平兵衛（かんべ へいべえ、? - 元和4年（1618年））は、江戸時代初期の池田家家臣。
池田利隆、池田光政に仕えて大小姓を務める。禄高は300石。長く江戸詰めであったため、帰国の人数に加えて欲しいと家老の池田由之に訴えたが、代わりの者が国許から来るまで待つようにと断られた。ところが江戸からの帰途の道中、平兵衛が朋輩に紛れ帰国の伴に紛れていたのを知り由之は激怒した。それを恨んだ平兵衛は、元和4年（1618年）閏3月10日播磨正条川（中村川とも）の船場で由之を脇差で刺し、翌日由之は死去した。平兵衛は切腹、その子供も死罪となった。